# 牧師ROCKS
牧師ROCKS（ぼくしロックス）とは日本のロックバンド。

## 概要
メンバーの全員が現役のルーテル教会の牧師であるというロックバンドで、2013年より活動を行っている。
メンバーはもともとロックが好きで、牧師になる前から4人で音楽活動を行っていた。うち3人はプロのバンドマンを目指していたがならずに、牧師なった時点で全員は音楽を辞めていた。だが教会のあるイベントに出ることを誘われて、1回きりで辞めるつもりで出たものの、様々な人間に来ていただいたことをきっかけに続けていくこととなった。
メンバーの所在地はバラバラで、練習はライブ前に集中的に行っている。葬式があったり、死にそうな人がいて看取る場合には、ライブを休んで残ったメンバーのみでライブを行うこととしている。

## 活動実績
2013年7月、坊主バンドと初の対バンを実施する。以降、牧師ROCKSと坊主バンドは生涯のライバルとなり対バンを行い続けていくこととなる。クリスマスにも牧師ROCKSと坊主バンドの対バンが行われている。2015年4月20日放送の月曜から夜ふかしで、四谷で行われた対バンが紹介された。
2016年10月17日、リーダーの関野の出身大学（国際政治経済学部卒）である青山学院大学で行われている大学礼拝が、牧師ROCKSを招いてロックを演奏するという形式になった。大学の礼拝堂でこのような音楽を演奏するというのは異例であった。参加した学生は楽しめて、大学の宗教主任はロックが福音伝道のツールになるのもありとした。
2017年11月20日には、下北沢で鳥肌実と対バンを実施した。

## メンバー
- 関満能（ボーカル、ギター日本福音ルーテル水俣教会・八代教会牧師）[7]
- 笠原光見（ギター、ボーカル、日本ルーテル教団浦和ルーテル教会牧師）[7]
- 関野和寛（リーダー、ベース、ボーカル、日本福音ルーテル津田沼教会牧師）[7]
- 市原悠史（ドラム、ボーカル、日本福音ルーテル横浜教会牧師）[7]